# R. J. Mitchell
R. J. Mitchell   (mil·lenni II - valor desconegut), actiu en astronomia als anys cinquanta del segle xix (cap a 1.850), va ser ajudant de William Parsons, 3r comte de Rosse. Va estudiar a la Queen's College de Galway i va treballar com a assistent científic de Lord Rosse el 1853. També va ensenyar als fills de Lord Rosse.
Mitchell va ser un talentós observador i dibuixant que va fer molts descobriments amb el telescopi de 72 polzades de Lord Rosse, i s'ha suggerit que molts dels descobriments reclamats per Lord Rosse van ser realment realitzats per Mitchell. Després de deixar la feina de Lord Rosse al maig de 1858, Mitchell va començar una carrera al servei civil irlandès.